# Сан-Жуакин-ди-Бикас
Сан-Жуакин-ди-Бикас (порт. São Joaquim de Bicas) — муниципалитет в Бразилии, входит в штат Минас-Жерайс. Составная часть мезорегиона Агломерация Белу-Оризонти. Находится в составе крупной городской агломерации. Входит в экономико-статистический микрорегион Белу-Оризонти. Население составляет 22 989 человек на 2006 год. Занимает площадь 72,455 км². Плотность населения — 317,3 чел./км².

## История
Город основан 21 декабря 1995 года.

## Статистика
- Валовой внутренний продукт на 2003 год составляет 120 693 795,00 реалов (данные: Бразильский институт географии и статистики).
- Валовой внутренний продукт на душу населения на 2003 год составляет 5810,69 реалов (данные: Бразильский институт географии и статистики).
- Индекс развития человеческого потенциала на 2000 год составляет 0,707 (данные: Программа развития ООН).

## География
Климат местности: тропический.